# Louis Schlösser
Louis Schlösser, född den 17 november 1800 i Darmstadt, död där den 17 november 1886, var en tysk violinvirtuos och tonsättare.
Schlösser, som var konsertmästare i Darmstadt, studerade i Wien violinspel för Joseph Mayseder och komposition för Ignaz von Seyfried och Antonio Salieri. I Paris var Rodolphe Kreutzer och Jean-François Lesueur hans lärare. Schlösser komponerade symfonier, stråkkvartetter, violin- och pianosonater, operor och sånger med mera. Han uppträdde även som musikskriftställare i flera tidningar. Schlösser blev ledamot av Kungliga Musikaliska Akademien 1850. Sonen Adolph var pianovirtuos och bosatt i London.